# Сервий Сулпиций Галба (претор 187 пр.н.е.)
Вижте пояснителната страница за други личности с името Сервий Сулпиций Галба.
Сервий Сулпиций Галба (на латински: Servius Sulpicius Galba) е римски политик от патрицианския род Сулпиции и е през 187 пр.н.е. градски претор. По-късно се стреми няколко пъти безуспешно да стане консул.

## Биография
Вероятно е син на Сервий Сулпиций Галба (понтифекс 203 пр.н.е.) или на Публий Сулпиций Галба Максим (консул 211 и 200 пр.н.е.).
Започва своя cursus honorum като едил през 189 пр.н.е. Заедно с колегата си Публий Клавдий Пулхер въвежда глоби за прекалено високи житни цени и със събраните пари поставя дванадесет позлатени надписа за храм на Херкулес. След две години през 187 пр.н.е. става претор (praetor urbanus) и ръководи няколко заседания на Сената вместо отсъстващите консули. Помага на Марк Фулвий Нобилиор в искането му на триумф. През следващите години той кандидатства безуспешно четири пъти за консул. Първият път губи изборите през 185 пр.н.е. за сметка на Апий Клавдий Пулхер, през 184 пр.н.е. избират бившия му едилски колега Публий Клавдий Пулхер, понеже е подпомаган от брат му Апий Клавдий Пулхер. През 183 и 182 пр.н.е. губи изборите за консул от Квинт Фабий Лабеон и Луций Емилий Павел Македоник. След това престава да се кандидатира.
Според Цицерон Сулпиций Галба е приятел с поета Квинт Ений.
Баща е на Сервий Сулпиций Галба (консул 144 пр.н.е.).